# Sadirac (Pyrénées-Atlantiques)
Pour les articles homonymes, voir Sadirac.
Sadirac est une ancienne commune française du département des Pyrénées-Atlantiques. En 1822, la commune fusionne avec Taron et Viellenave pour former la nouvelle commune de Taron-Sadirac-Viellenave.

## Géographie
Sadirac est situé à l'extrême nord-est du département et au sud de Garlin.

## Toponymie
Le toponyme Sadirac est mentionné au XIe siècle Pierre de Marca), et apparaît sous les formes 
Sedirag (XIe siècle (Pierre de Marca), 
Sedirac (XIIIe siècle, fors de Béarn), 
Sadiracum et Sediracum (respectivement 1286 et 1305, titres de Béarn) et 
Siderac (1546, réformation de Béarn).

## Histoire
Paul Raymond note qu'en 1385, Sadirac dépendait du bailliage de Lembeye et comptait seize feux.
La vicomté de Sadirac, vassale de celle de Béarn, comprenait les paroisses de Maumusson, Ribarrouy, Sadirac, Taron et Viellenave.

## Démographie
| 1793 | 1800 | 1806 | 1821 |
| ---- | ---- | ---- | ---- |
| 230  | 96   | -    | 108  |

## Culture et patrimoine

### Patrimoine civil
Au lieu-dit Péhau, un autre ensemble fortifié est signalé, datant, semble-t-il, des XIIe, XIIIe et XIVe siècles.
La commune présente un ensemble de maisons et de fermes dont la construction s'étale du XVIe au XIXe siècle.

## Pour approfondir